# Woo Won-shik
Woo Won-shik (coreano: 우원식; Seúl, 18 de septiembre de 1957) es un político surcoreano que ejerce como presidente de la Asamblea Nacional de Corea del Sur desde el 5 de junio de 2024. Fue miembro de la Asamblea Nacional por Nowon, Seúl de 2004 a 2008 y regresó al cargo en 2012. 
Fue miembro del Partido Demócrata de Corea hasta su elección como presidente de la Asamblea en 2024.

## Primeros años de vida
Woo nació en Seúl en 1957 y estudió ingeniería civil en la Universidad Yonsei, obtuvo más tarde una maestría en estudios ambientales de la misma universidad. Fue arrestado y sentenciado a tres años de trabajos forzados bajo el régimen de Chun Doo-hwan en 1981 por participar en protestas que exigían la renuncia de Chun.

## Carrera política
Woo fue elegido para la Asamblea Nacional en 2004 como candidato del Partido Uri en el distrito electoral Nowon B en Seúl. Al principio de su carrera en la Asamblea, Woo presionó por la abolición de la Ley de Seguridad Nacional de Corea del Sur y criticó a la Corte Suprema en 2004 por respaldar la permanencia de la ley. Más tarde, en 2007, criticó a las fuerzas armadas estadounidenses en Corea por las malas condiciones ambientales en las bases militares estadounidenses. Se postuló sin éxito para presidente del Nuevo Partido Democrático Unido en las elecciones de liderazgo del 10 de enero de 2008, perdiendo ante Sohn Hak-kyu. Perdió su escaño en las elecciones de 2008, pero se presentó con éxito a las siguientes elecciones en 2012.
Como asambleísta, Woo ha participado activamente en la promoción de los derechos laborales. Es miembro de la Comisión de Medio Ambiente y Trabajo de la Asamblea. En 2007, presidió la aprobación unánime de un proyecto de ley para permitir a los académicos de universidades privadas organizar sindicatos. Tras su reingreso a la Asamblea, en 2013 creó el Comité para Mejorar la Situación de los Desposeídos o "Comité Euljiro", un grupo que media en disputas industriales y trabaja para proteger los derechos de los trabajadores. Se ha desempeñado como presidente del Comité desde su fundación.
Woo ha ocupado varios puestos importantes en el Partido Demócrata y sus predecesores, incluido el de subdirector del bloque y subsecretario general. Se le considera independiente de las facciones pro-Roh Moo-hyun y Jeolla del partido. Woo también actuó como administrador de la oposición del comité de audiencia especial para examinar el nombramiento de Hwang Kyo-ahn como primer ministro en mayo-junio de 2015, y el Dong-A Ilbo lo describió en ese momento como alguien con un "carácter fuerte y férreo".
Woo es conocido por liderar campañas contra Japón, y sus rivales lo han descrito como un "halcón de Japón". Una campaña notable fue una huelga de hambre de dos semanas que emprendió en julio de 2023 en protesta contra el plan de Japón de desechar las aguas residuales de la planta de energía nuclear de Fukushima destruida por el terremoto. También se opuso al veredicto del Organismo Internacional de Energía Atómica que determinó que el plan de Japón era seguro.
El 16 de mayo de 2024, Woo fue elegido presidente de la 22ª Asamblea Nacional de Corea del Sur. Se convertió en presidente después de ser elegido oficialmente el 5 de junio de 2024.